# Accidente del teleférico de Cavalese (1998)
La catástrofe del teleférico de Cavalese de 1998 (también llamado el Strage del Cermis "Masacre de Cermis") tuvo lugar el 3 de febrero de 1998, cerca de la ciudad italiana de Cavalese, una estación de esquí en las Dolomitas a unos 40 km al noreste de Trento. Veinte personas murieron cuando un avión EA-6B Prowler del Cuerpo de Marines de los Estados Unidos cortó un cable de soporte de una góndola de un teleférico.
El piloto Richard J. Ashby, y el copiloto Joseph Schweitzer, fueron llevados a juicio en los Estados Unidos y declarados inocentes de los cargos de homicidio involuntario y homicidio negligente. Más tarde fueron hallados culpables de obstrucción de la justicia y conducta impropia por haber destruido un video grabado desde el avión, siendo expulsados de la Infantería de Marina. El desastre y la posterior absolución de los pilotos, provocó una etapa de tensas relaciones entre Estados Unidos e Italia.

## Detalles del accidente
El 3 de febrero de 1998, el EA-6B Prowler, BuNo 163.045, 'CY-02', indicativo Easy 01, un avión de guerra electrónica perteneciente a Escuadrón Táctico de Guerra Electrónica Escuadrón 2 (VMAQ-2) de la Marina de los Estados Unidos, estaba en una misión de entrenamiento de baja altitud. A las 14:13 hora local, golpeó los cables de soporte del teleférico de Cavalese. El avión volaba a una velocidad de 540 millas por hora (870 km / h) y una altitud de entre 260 y 330 pies (80 y 100 m). Al alcanzar aproximadamente las coordenadas 46.283733° N 11.467237° E el ala derecha del avión golpeó los cables de soporte del teleférico. El cable se cortó y el teleférico que descendía de Cermis cayó desde más de 80 metros (260 pies) matando a 20 pasajeros de diversas nacionalidades que viajaban en su interior. El avión sufrió daños en el ala y la cola, pero fue capaz de volver a su base, la Base Aérea de Aviano. Los fallecidos, 19 pasajeros y el operador, eran todos europeos: 8 alemanes, 5 belgas, 3 italianos, 2 polacos, 1 austriaco y 1 neerlandés.

## Reacciones
El presidente Bill Clinton ofreció una disculpa oficial, y prometió una compensación monetaria. El embajador de los Estados Unidos en Italia, Thomas M. Foglietta, visitó el lugar del accidente y se arrodilló para rezar, pidiendo perdón en nombre de los Estados Unidos. En Italia, donde el evento recibió el nombre de Strage del Cermis (en italiano: "La masacre de Cermis"), el vuelo de bajo nivel fue fuertemente criticado y algunos políticos pidieron una revaluación de las normas o la prohibición total de este tipo de ejercicios.

## Primer juicio
Los fiscales italianos querían que los cuatro infantes de marina fuesen juzgados en Italia, pero un tribunal italiano reconoció que los tratados de la Organización del Tratado del Atlántico Norte (OTAN) daban competencia a los tribunales militares de Estados Unidos. Inicialmente, los cuatro hombres en el avión fueron acusados, pero solo el piloto, el capitán Richard J. Ashby, y su navegante, el capitán Joseph Schweitzer, se enfrentaron a juicio. Fueron acusados de 20 cargos de homicidio involuntario y homicidio negligente. El juicio de Ashby se llevó a cabo en el Marine Corps Base Camp Lejeune, Carolina del Norte.
Se determinó que en los mapas de a bordo no se mostraban los cables y que el EA-6B volaba algo más rápido y considerablemente más bajo que el permitido por las normas militares. Las restricciones en vigor en el momento requieren una altura mínima de vuelo de 2.000 pies (610 m), el piloto dijo que pensaba que estaban en 1000 pies (305 m). El cable se cortó a una altura de 360 pies (110 m). El piloto afirmó además que el equipo de medición de altura en su avión había estado funcionando mal, y que él no tenía conocimiento de las limitaciones de velocidad. En marzo de 1999, el jurado absolvió a Ashby, lo que fue un ultraje a la opinión pública europea. Más tarde fueron retirados los cargos de homicidio contra Schweitzer.

## Segundo juicio y apelación
Los dos hombres fueron llevados ante una corte marcial por segunda vez por obstrucción a la justicia y la conducta impropia de un oficial y caballero, por destruir un vídeo, donde supuestamente el piloto y el navegante habían grabado imágenes del vuelo el día del accidente. La existencia y la destrucción de este video solo llamó la atención de los investigadores militares en agosto de 1998, una vez que el capitán Chandler P. Seagraves recibió inmunidad testimonial y eligió contarlo. Fueron encontrados culpables en mayo de 1999 y ambos fueron despedidos del servicio. El piloto fue condenado a una pena de prisión de seis meses pero fue puesto en libertad después de cuatro meses y medio por buena conducta. Schweitzer hizo un acuerdo con la fiscalía que salió a plena luz después que el jurado militar deliberó la sentencia. El pacto evitaba su ingreso en prisión, pero no impidió su expulsión del Cuerpo de Marines.
En su apelación, Ashby y Schweitzer pidieron un nuevo examen de su juicio además del indulto, desafiando sus despidos con el fin de ser elegibles para los beneficios militares. Afirmaron que durante el primer juicio, el fiscal y la defensa en secreto prometieron retirar los cargos de homicidio involuntario y de homicidio por negligencia, pero mantener el cargo de obstrucción de la justicia, con el fin de satisfacer las solicitudes procedentes de Italia. La apelación de Schweitzer fue denegada en noviembre de 2007.

## Informe oficial norteamericano
En un informe oficial de investigación, redactado el 10 de marzo de 1998 y firmado por el general Peter Pace, el Cuerpo de Marines de EE. UU. confirmaba los resultados de la investigación oficial italiana. La investigación fue dirigida por el general Michael DeLong, junto con los coroneles italianos Orfeo Durigon y Fermo Missarino. El documento se mantuvo en secreto hasta que el diario italiano La Stampa, obtenido legalmente una copia de los archivos de Estados Unidos, lo publicó el 13 de julio de 2011. El avión estaba volando demasiado bajo y demasiado rápido, poniéndose en riesgo a sí mismos y a otros. El equipo de investigación sugirió que se tomasen medidas disciplinarias contra el personal de vuelo y oficiales al mando, que los Estados Unidos asumieran la responsabilidad del accidente y que los familiares que las víctimas tenían derecho a recibir una compensación.
La comisión encontró que el escuadrón fue desplegado en Aviano el 27 de agosto de 1997, antes de la publicación de las nuevas directrices de vuelo prohibiendo volar por debajo de 2.000 pies (610 m) en la zona de Trentino Alto Adige. Todos los pilotos del escuadrón recibieron una copia de la directiva. La carta fue encontrada más tarde, cerrada, en la cabina del EA-6B junto con los mapas que marcan las cuerdas del teleférico. En el informe se dice que los pilotos, por lo general, habían mantenido buena conducta, sin ningún caso anterior de abuso de drogas o estrés psicológico. Sin embargo, el 24 de enero, habían recibido una advertencia formal por volar demasiado bajo después de un entrenamiento de despegue.
El 2 de febrero, Schweitzer planeó la ruta de vuelo para una misión de entrenamiento de baja altitud usando documentos obsoletos. Se ha demostrado que el comandante del escuadrón, el teniente coronel Muegge, y sus ayudantes, los capitanes Roys, Watton y Caramanian, no avisaron al navegante sobre las nuevas limitaciones de altitud de vuelo, tal vez porque el vuelo propuesto tenía una altura más baja de 1000 pies (300 m), lo suficiente como para estar seguro con cualquier cable en la zona. El informe incluye una entrevista con el comandante del Ala de Combate 31, quien afirmó que Muegge le confesó que él y su tripulación, excepto Ashby, eran conscientes de las limitaciones de vuelo actuales. Después de la aprobación del informe, Pace sugirió tomar medidas disciplinarias contra los comandantes también.
En la mañana de la catástrofe, el avión fue revisado debido a un fallo en el "G metro", que mide la fuerza de gravedad, y fue reemplazado. El altímetro de radar se comprobó y se informó que estaba en condiciones normales. Después del desastre, Ashby informó que el radar altímetro no le alertó, pero esto fue discutido y era altamente improbable. En el momento de la catástrofe, el altímetro de radar se fijó en 800 pies (240 m), pero el avión volaba a menos de 400 pies (120 m). Ashby estaba cualificado para el vuelo a baja altura, pero su última misión de entrenamiento de ese tipo fue llevada hace más de seis meses antes, el 3 de julio. El informe incluye la localización de un avión AWACS cercano. El documento informa de la existencia de una videocámara a bordo, pero Schweitzer había tomado el casete original destruyéndolo después.

## Compensación
En febrero de 1999, las familias de las víctimas recibieron 65.000 dólares por víctima como ayuda inmediata por el gobierno italiano, que fue reembolsado por el gobierno de los EE. UU. En mayo de 1999, el Congreso de EE. UU. rechazó un proyecto de ley que habría creado un fondo de compensación de 40 millones de dólares para las víctimas. En diciembre de 1999, el Parlamento italiano aprobó un plan de compensación monetaria a las familias (1,9 millones de dólares por víctima). Los tratados de la OTAN obligaron al gobierno de los EE. UU. a pagar el 75% de dicha compensación.